# 1725 en santé et médecine
| Années de la santé et de la médecine : 1722 - 1723 - 1724 - 1725 - 1726 - 1727 - 1728    |
| Décennies de la santé et de la médecine : 1690 - 1700 - 1710 - 1720 - 1730 - 1740 - 1750 |

Cet article présente les faits marquants de l'année 1725 en santé et médecine.

## Événements
- Fondation de l'École de médecine navale de Toulon par le Ministre de la Marine Jean-Frédéric Phélypeaux, comte de Maurepas[1].

## Publications
- Pendant son emprisonnement à la Tour de Londres, John Freind (1675-1728) commence la publication de The History of Physick. From the Time of Galen, to the Beginning of the Sixteenth Century. Chiefly with Regard to Practice, in a Discourse Written to Doctor Mead , la première histoire de la médecine en anglais[2].

## Naissance

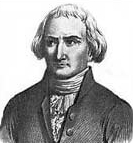
Pierre Bayen

- 7 février : Pierre Bayen (mort en 1798), chimiste et pharmacien français.